# ブラゴイェ・ベルサ

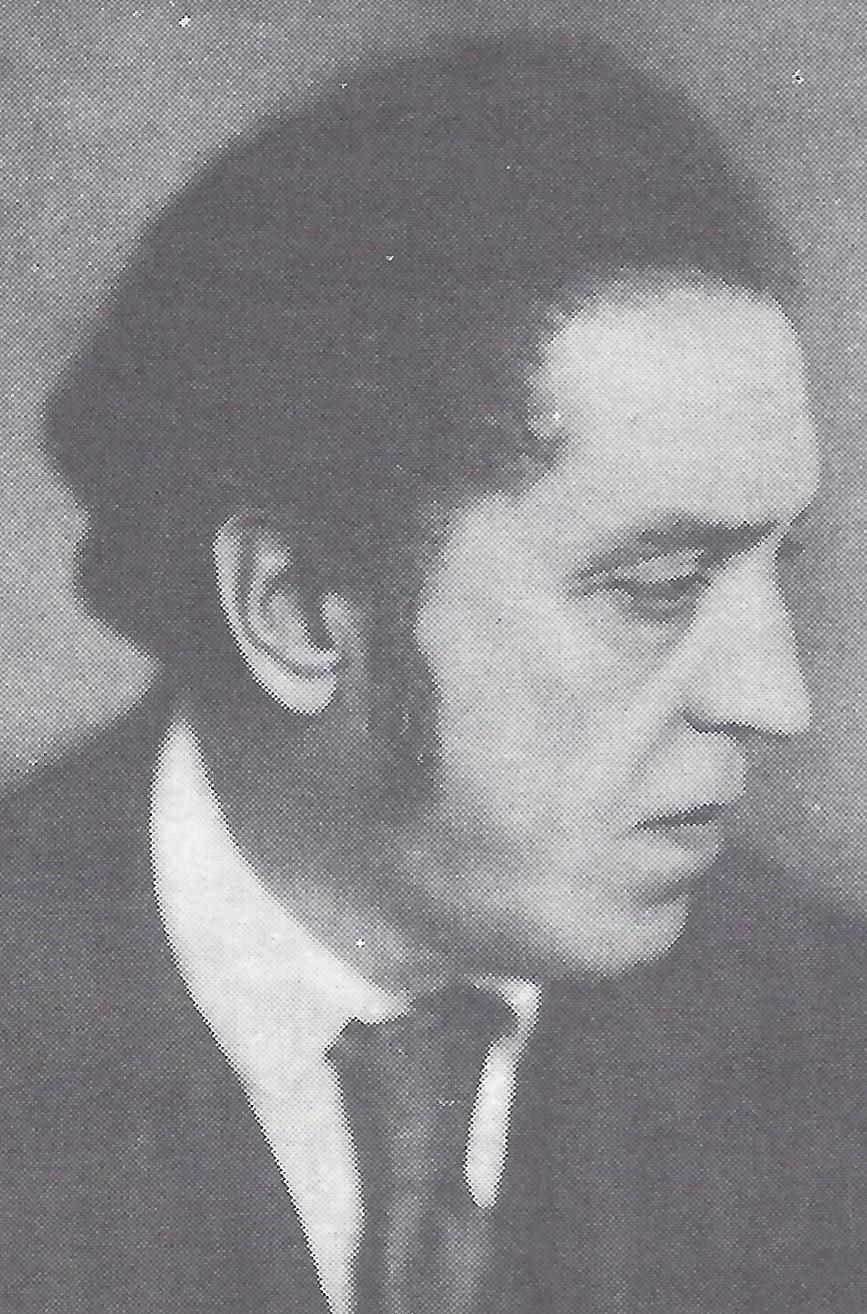
ブラゴイェ・ベルサ

ブラゴイェ・ベルサ (Blagoje Bersa、出生名 Benito Bersa、1873年12月21日 - 1934年1月1日）は、クロアチアの作曲家。

## 人物
ベルサはクロアチア南部の街ドゥブロブニクで生まれ、首都ザグレブにて、イヴァン・ザイツに師事してピアノを学んだ後、オーストリアのウィーン国立音楽大学に進学し、そこでロベルト・フックス、ユリウス・エプシュタイン に師事した。1919年に首都ザグレブに戻り、音楽の学校にて作曲の教員として勤めた。1934年に死去するまでをこの地で過ごした。